# David Mozart
David Mozart či Motzhart či Motzhardt (1620, 1621 či 1622? Augsburg-Pfersee – 28. ledna 1685 Augsburg) byl augsburský zedník a stavební mistr období baroka. Je prvním známým předkem rodu Mozartů, z něhož vzešli stavitelé, sochaři a hudební skladatelé. Nejvýznamnějším členem rodu byl Wolfgang Amadeus Mozart, který byl prapravnukem Davida Mozarta.

## Život
David Mozart se narodil v roce 1620, 1621, nebo 1622 jako syn Davida E. Motzharta (syna Hanse) a Anny. Jeho otec brzy zemřel; v roce 1625 nebo 1626. Matka Anna zemřela v roce 1636 a odkázala mu statek v Pfersee. Chlapec byl svěřen do péče strýce Daniela Wellera, zedníka, a majetek byl prodán v jeho prospěch. Mozart se vyučil zednickému řemeslu u Daniela Wellera, který byl stavitelem v Augsburgu. V lednu 1643 Mozart požádal o augsburské občanství a po několika dnech ho získal; jeho ručiteli byli Weller a městský dílovedoucí Carol Dietz, nástupce Eliase Holla. V roce 1665 se Mozart stal zednickým mistrem a v roce 1671 stál v čele zednického cechu.

## Rodina

### Předkové
Otec Davida Mozarta, David E. Mozart († 1625 nebo 1626) byl drobný farmář, který pocházel ze Stadtbergenu-Leitershofenu a kolem roku 1608 se přestěhoval do Augsburgu-Pfersee. Jeho předkové si zde v průběhu několika generací pronajímali od kláštera Kaisheim malé hospodářství, na kterém poprvé hospodařil jeho dědeček Hans Motzart od roku 1506. Davidův strýc Jerg Motzart působil od roku 1606 jako vesnický rychtář v Pfersee.

### Pozdější život
Pouhý měsíc po získání augsburského občanství se Mozart v augsburské katedrále oženil s Marií Negele (1622–1697) a přestěhoval se do Jakobervorstadtu. Měl pět synů a čtyři dcery; všichni byli pokřtěni v augsburské katedrále, ačkoli v Jakobsvorstadtu existovala samostatná farnost. Zedníky se stali i tři jeho synové: Daniel (1645–1683), Hans Georg a Franz, pradědeček Wolfganga Amadea Mozarta. Syn David (1653–1710) vstoupil do řeholního řádu a Johann Michael (1653–1718) se stal sochařem. Synové Hans Georg a Franz se s největší pravděpodobností vyučili u svého otce. Franz a Hans Georg byli také jediní synové, kteří se oženili; Franz Mozart měl děti a další potomky.[zdroj?]